# Dark Places - Nei luoghi oscuri
Dark Places - Nei luoghi oscuri (Dark Places) è un film del 2015 diretto da Gilles Paquet-Brenner.
Il film è un adattamento cinematografico del romanzo Nei luoghi oscuri (Dark Places) di Gillian Flynn. Tra gli interpreti principali figurano Charlize Theron, Nicholas Hoult, Chloë Grace Moretz e Christina Hendricks.

## Trama
Da bambina, Libby Day è stata l'unica superstite e testimone del massacro della madre e delle sorelle. Credendo che il massacro sia opera di una setta satanica, Libby testimonia in tribunale contro suo fratello Ben, ritenendolo responsabile. Venticinque anni dopo, Libby viene contattata da un gruppo di investigatori dilettanti, chiamato "Kill Club". Libby avendo difficoltà economiche accetta la proposta di recarsi nel club e rispondere alle domande di alcuni membri. Qui trova sostenitori dell'innocenza del fratello e che vorrebbero riabilitarlo. Dopo un diverbio con uno dei membri, Libby torna a casa e cominciano a riaffiorare i vecchi ricordi. Libby incontra il membro del club che l'aveva contattata e si accorda con lui offrendo tre settimane della sua vita in cambio di soldi. Durante le nuove indagini i ricordi di Libby ritornano a galla, facendo emergere un'altra verità: Patty ha contattato un serial killer, Calvin Diehl chiamato l'Angelo dei debiti, per ucciderla, così i figli avrebbero potuto incassare la sua assicurazione sulla vita, ma quella notte l'imprevedibile presenza di Diondra ha creato confusione tra le bambine, che sono così rimaste coinvolte nella strage (uccise da Diehl e Diondra).
Dopo queste rivelazioni, Libby riesce a far uscire suo fratello Ben di prigione e a riappacificarsi con lui.

## Produzione
Il film è stato girato nell'agosto 2013 a Shreveport, in Louisiana. Due anni dopo Charlize Theron e Nicholas Hoult lavoreranno di nuovo insieme in Mad Max: Fury Road.

## Distribuzione
Il film è stato distribuito nelle sale cinematografiche francesi l'8 aprile 2015. Negli USA il film è stato distribuito il 7 agosto. In Italia è stato distribuito il 22 ottobre 2015, a cura di M2 Pictures.

### Divieti
Il film viene vietato ai minori di 17 anni non accompagnati negli Stati Uniti d'America, per violenza disturbante, linguaggio scurrile, presenza di droga e contenuti sessuali. In Italia invece ottiene il visto T, ovvero adatto per tutte le età.